# بريت بيني
بريت بيني مواليد 14 مارس 1937 في كوبا - الوفاة 3 أبريل 1962 في مانهاتن، كان ملاكم كوبي سابق صنّف ضمن فئة وزن الوسط.

## إحصائيات
خاض خلال مسيرته 50 نزالا، فاز في 35 وتعادل في 3 وخسر في 12. فاز بالضربة القاضية في 10 نزالا.

## روابط خارجية
- بريت بيني على موقع IMDb (الإنجليزية)
- بريت بيني على موقع الموسوعة البريطانية (الإنجليزية)
- بريت بيني على موقع قاعدة بيانات الفيلم (الإنجليزية)
- بريت بيني على موقع بوكس ريك (الإنجليزية) (registration required)